# Jan Boller
Jan Boller (* 14. März 2000 in Siegen) ist ein deutscher Fußballspieler. Seit Sommer 2025 steht der Innenverteidiger beim Drittligisten SSV Ulm 1846 unter Vertrag.

## Sportlicher Werdegang

### Vereinskarriere

#### Jugend
Jan Boller begann seine Karriere im Alter von sechs Jahren bei den Bambinis des TSV Weißtal in seiner Heimatgemeinde. In der folgenden Zeit wurde er auf der Position eines Mittelfeldspielers eingesetzt. Nach dem Aufstieg in die E-Jugend ging er zum TuS Wilnsdorf/Wilgersdorf und blieb dort zwei Jahre bis 2011; danach wechselte er zum TSV Weißtal zurück. Während seines zweiten Arrangements im Weißtal wurden Scouts des Bundesligisten Bayer 04 Leverkusen auf Boller aufmerksam. Der Erstligist verpflichtete ihn im Jahr 2013 für dessen C-Jugend.
Während der Saison 2015/16 in der B-Junioren-Bundesliga absolvierte Boller alle 29 möglichen Partien. Seine Mannschaft gelang in die Endrundenspiele um die Deutsche Meisterschaft. Im Halbfinal-Rückspiel gegen den VfL Wolfsburg – das Hinspiel war 2:2 ausgegangen – erzielte er den entscheidenden dritten Treffer seiner Mannschaft zum 3:2-Auswärtssieg, wodurch man sich für das Finale qualifizierte. Dort schlug Bayer 04 die B-Junioren von Borussia Dortmund. Boller beteiligte sich während der Saison mit insgesamt drei Toren am Erfolg seiner Mannschaft. Nach einer weiteren Saison in der B-Jugend erfolgte 2017 sein Aufstieg in die A-Jugend des Vereins.

#### Erste Schritte als Profi
Noch während seiner letzten Spielzeit im Jugendbereich erhielt er im Februar 2019 seinen ersten Profivertrag. Bereits zuvor hatte er zum ersten Mal dem Spieltagskader der Herrenmannschaft angehört, als er im DFB-Pokal-Achtelfinale gegen den 1. FC Heidenheim als Ersatzspieler aufgeboten wurde, der nicht zum Einsatz kam. Weitere Berufungen in den Kader folgten nicht.
Am 31. Juli 2019 unterschrieb Boller einen Vertrag mit einer Laufzeit bis Mitte 2021 inkl. der Option auf Verlängerung um zwölf weitere Monate beim österreichischen Bundesligisten LASK. Dort sollte er zuerst beim Farmteam, dem Zweitligisten FC Juniors OÖ, Spielpraxis sammeln. Bayer 04 Leverkusen sicherte sich zudem eine Option für eine Rückverpflichtung Bollers.
Sein Debüt in der 2. Liga gab der Verteidiger im August 2019, als er am dritten Spieltag der Saison 2019/20 gegen die Kapfenberger SV in der Startelf stand. Im März 2021 stand er gegen die SV Ried erstmals im Kader des LASK. Insgesamt machte er 24 Spiele für den LASK in der Bundesliga. Nach der Saison 2022/23 verließ er die Linzer.
Nach einem halben Jahr ohne Verein wechselte Boller im Januar 2024 zurück nach Deutschland und schloss sich der viertklassigen Reserve von Fortuna Düsseldorf an. Im Februar 2025 stand er unter Daniel Thioune erstmals in der 2. Bundesliga im Spieltagskader, wurde allerdings nicht eingewechselt. Parallel spielte er weiterhin für die Reservemannschaft, die er seit Saisonbeginn als Mannschaftskapitän in der Regionalliga West aufs Spielfeld führte. Mitte März 2025 debütierte er schließlich in der zweithöchsten deutschen Spielklasse. Fortan saß er vornehmlich bei der Profimannschaft auf der Ersatzbank und spielte nur noch vereinzelt für die Reserve als Mannschaftskapitän.
Im Sommer 2025 wechselte Boller zum Zweitligaabsteiger SSV Ulm 1846. Beim schwäbischen Drittligisten unterzeichnete er einen bis Sommer 2027 gültigen Vertrag und erhielt die Rückennummer „34“

### Nationalmannschaft
Boller spielte im Oktober 2015 erstmals für eine deutsche Jugendnationalauswahl. Im September 2016 debütierte er gegen die Niederlande für die U-17-Mannschaft. 2017 nahm er mit dieser auch an der EM teil. Dort scheiterte man im Halbfinale an Spanien. Boller kam in vier der fünf Spiele Deutschlands zum Einsatz, lediglich gegen Spanien fehlte er gesperrt. Durch die Halbfinalteilnahme qualifizierte man sich auch für die WM im selben Jahr, bei der Boller auch Teil der Mannschaft war. Mit Deutschland erreichte er das Viertelfinale, in dem man an Brasilien scheiterte. Er kam während des Turniers in vier von fünf Spielen zum Einsatz.
Im April 2019 kam er gegen Dänemark zu einem Einsatz für die U-19-Mannschaft.

## Titel
- Deutscher B-Junioren-Meister: 2016 (Bayer 04 Leverkusen)

## Persönliches
Boller wurde im März 2000 in Siegen geboren und wuchs anschließend in der Nachbargemeinde Wilnsdorf auf. Bereits im Alter von 16 Jahren wurde Boller im März 2017 als Sportler des Jahres seiner Heimatgemeinde ausgezeichnet.